# Miroir parfait
Un miroir parfait est un miroir qui réfléchit la lumière (et le rayonnement électromagnétique de façon générale) d'une manière parfaite, sans l'absorber.

## Général
Les miroirs domestiques ne sont pas des miroirs parfaits car ils absorbent une part non négligeable de la lumière incidente.
Les miroirs diélectriques (aussi connus sous l'appellation de miroirs de Bragg) sont en verre ou autres substrats sur lesquels sont déposés une ou plusieurs couches de matériau diélectrique, pour former un revêtement optique. Un miroir diélectrique très complexe peut réfléchir jusqu'à 99,999% de la lumière incidente qui vient l'atteindre, sur une plage réduite de longueurs d'onde et d'angles. Un miroir plus simple peut réfléchir 99,9 % de la lumière, mais couvre une plus grande plage de longueurs d'onde.
Presque tous les matériaux diélectriques peuvent agir comme des miroirs parfaits grâce au phénomène de réflexion totale. Cependant ce phénomène ne se produit qu'à des angles d'incidence critiques et uniquement pour la lumière à l'intérieur du matériau. Ce phénomène apparaît quand la lumière provient d'un milieu avec un indice de réfraction supérieur à celui vers lequel elle est émise (comme l'air).
Un nouveau type de miroir parfait diélectrique réfléchissant la lumière sous n'importe quel angle a été développé en 1998 par des chercheurs au MIT tandis que c'est en France que les miroirs les plus réfléchissants au monde sont fabriqués  pour être utilisés dans des détecteurs d'ondes gravitationnelles.

## Compléments